# Life on Mars
Life on Mars is een Britse sciencefiction- en politieserie van de BBC die zich afspeelt in Manchester in 1973. De serie werd uitgezonden door BBC One tussen januari 2006 en april 2007. De titel is ontleend aan het nummer Life on Mars? van David Bowie, dat in 1973 als single verscheen.
De hoofdpersoon van de serie is hoofdinspecteur (DCI) Sam Tyler van het Greater Manchester-politiekorps, die in 2006 wordt aangereden door een auto en wakker wordt in 1973. Daar blijkt hij als inspecteur werkzaam te zijn onder leiding van DCI Gene Hunt, die er weinig zachtzinnige opsporingsmethoden op nahoudt. Het is de vraag of Sam gek is geworden, in coma ligt of echt terug is gegaan in de tijd.

## Personages
- Detective Inspector Sam Tyler (John Simm)

DI Sam Tyler heeft na zijn ongeluk in 2006 dat hem in 1973 doet belanden moeite om zich aan te passen aan de mores van de politie in de jaren zeventig. Met zijn baas DCI Gene Hunt ontwikkelt hij een haat-liefdeverhouding: hij keurt zijn methoden af, maar respecteert zijn instinct en intentie om op zijn eigen manier gerechtigheid af te dwingen. Sam kan collega DS Ray Carling niet uitstaan, maar heeft sympathie voor DC Chris Skelton en WPC Annie Cartwright. Sam Tyler draagt bij aan het oplossen van misdaden, maar is tegelijkertijd verwoed op zoek naar een manier om terug te keren naar 2006. Uiteraard durft hij niemand te vertellen dat hij uit "de toekomst" komt, ze zouden hem voor gek verklaren. Sams moderne opsporingsmethoden en visies zien de collega's als ideeën uit het Londense korps, ze denken dat hij daarvandaan is gekomen.
- Detective Chief Inspector Gene Hunt (Philip Glenister)

DCI Gene Hunt staat aan het hoofd van het team waarin Sam Tyler terechtkomt en ziet zichzelf als een sheriff. Hij deinst er niet voor terug om verklaringen van verdachten met geweld en intimidatie af te dwingen en relaties van verstandhouding met grote criminelen te onderhouden om de misdaad in zijn district binnen de perken te houden. Hoewel hij en Sam totaal verschillend zijn, respecteert hij Sam en erkent hij dat Sams 'moderne' methoden behulpzaam zijn bij het oplossen van de zaken waaraan zij samen werken.
- Detective Sergeant Ray Carling (Dean Andrews)

DS Ray Carling is de 'domme kracht' in het team en Gene Hunts rechterhand. Hij voelt zich bedreigd in zijn positie door de komst van Sam Tyler en laat geen gelegenheid onbenut om Sam de gek aan te steken en zijn gezag te ondermijnen.
- Detective Constable Chris Skelton (Marshall Lancaster)

DC Chris Skelton is het manusje-van-alles in Gene Hunts team, die de onaangename klusjes opknapt waar Hunt en Carling geen zin in hebben. Chris Skelton is niet erg snugger, maar wel leergierig. Hij kijkt erg op naar Sam Tyler en wil zich graag Sams 'moderne' opsporingsmethoden eigenmaken.
- Woman Police Constable Annie Cartwright (Liz White)

WPC Annie Cartwright is de enige vrouw in Gene Hunts team en moet hard werken om zich in de door mannen gedomineerde seksistische politiewereld staande te houden. Ze heeft psychologie gestudeerd, wat aangeeft dat ze niet dom is, maar ze wordt door Gene, Ray en Chris niettemin als veredelde typiste behandeld. Sam is de enige die haar ware potentie ziet.

## Plot
Elke aflevering begint met de monoloog: 'My name is Sam Tyler. I had an accident and I woke up in 1973. Am I mad, in a coma, or back in time? Whatever's happened, it's like I've landed on a different planet. Now, maybe if I can work out the reason, I can get home.' (vert. Mijn naam is Sam Tyler. Ik heb een ongeluk gehad en ben wakker geworden in 1973. Ben ik gek, lig ik in coma of ben ik teruggegaan in de tijd? Hoe dan ook, het is alsof ik op een andere planeet terecht ben gekomen. Als ik erachter kan komen waarom, kan ik misschien terug naar huis.) Sams onzekerheid en pogingen om te achterhalen wat er met hem aan de hand is, vormt de rode draad van de serie, al ligt de focus van de afzonderlijke afleveringen op het oplossen van misdaden waar het politiekorps van Gene Hunt mee geconfronteerd wordt. In die zin lijkt de serie sterk op een gewone politieserie, maar in een retrosetting. Een andere rode draad in de eerste serie is Sams speurtocht naar zijn vader, die een kruimeldief was en destijds spoorloos is verdwenen; wat er met de man is gebeurd heeft hij nooit geweten en ook niet waarom en hoe hij verdwenen is.
Gedurende de serie blijft er twijfel bestaan over de vraag of Sam echt uit 2006 komt, of aan waanvoorstellingen lijdt. Enerzijds hoort hij via radio's, televisies en telefoons stemmen uit de toekomst, die zijn medische gesteldheid bespreken - gesprekken die schijnbaar plaatsvinden naast zijn ziekenhuisbed. Ook ontmoet hij mensen die hij zich herinnert uit 2006, zoals verdachten, vrienden, zijn ouders en zichzelf - allemaal 33 jaar jonger. De ervaringen die hij in 1973 opdoet, geven hem nieuwe inzichten in de manier waarop zijn eigen leven is verlopen.
Tegelijkertijd hallucineert hij regelmatig. De afbeelding van het meisje dat van 1967 tot 1977 onderdeel uitmaakte van het testbeeld van de BBC komt veelvuldig tot leven en spreekt hem op naargeestige wijze toe, wat een aanwijzing kan zijn dat hij inderdaad gek is. Zijn vrouwelijke collega Annie Cartwright (aan wie hij als enige zijn verhaal heeft verteld maar die hem natuurlijk niet kan geloven) wijst hem er bovendien op hoe opvallend gedetailleerd de wereld is waarin Sam zich bevindt, wat suggereert dat niet 1973 maar 2006 uit zijn verbeelding voortkomt.
Naarmate de tijd verstrijkt, raakt Sam gewend aan zijn leven in 1973 en zoekt hij minder geobsedeerd naar een manier om terug te komen in 2006. In de laatste aflevering van het tweede seizoen ontwaakt Sam uiteindelijk uit zijn coma, maar hij is teleurgesteld over de wereld die hij terugvindt, die schril afsteekt bij de 'realiteit' van 1973. Hij besluit zijn ervaringen vast te leggen met behulp van een memorecorder en stuurt de cassettes naar een politiepsycholoog die zijn zaak bestudeert (DI Alex Drake, die in de spin-offserie Ashes to Ashes het centrale personage is). Vervolgens pleegt hij zelfmoord door van het dak van het politiebureau te springen.
Door zijn sprong belandt hij weer in 1973, waar hij zich opnieuw aansluit bij zijn collega's. Hierdoor blijft het onduidelijk of Sam werkelijk een tijdreis heeft gemaakt, of dat 1973 zijn voorstelling van het leven na de dood is. Bedenker Matthew Graham onderschrijft evenwel de laatste interpretatie.

## Afleveringen
Van Life on Mars zijn twee seizoenen van elk acht afleveringen gemaakt door zeven scenarioschrijvers (waaronder de drie bedenkers) en zes regisseurs die in wisselende combinaties samenwerkten. De afleveringen zijn niet afzonderlijk getiteld.
| #                | Schrijver(s)                    | Regisseur      | Uitzenddatum     | Korte samenvatting                                                                                 |
| ---------------- | ------------------------------- | -------------- | ---------------- | -------------------------------------------------------------------------------------------------- |
| Seizoen 1 (2006) |                                 |                |                  | |
| 1.1              | Matthew Graham                  | Bharat Nalluri | 9 januari 2006   | Sam wordt aangereden en wordt wakker in 1973.                                                      |
| 1.2              | Matthew Graham                  | Bharat Nalluri | 16 januari 2006  | Sam laat een overvaller, die zonder bewijs is opgepakt, vrij met serieuze consequenties.           |
| 1.3              | Matthew Graham                  | John McKay     | 23 januari 2006  | Een vakbondsman bekent een moord, maar Sam is niet overtuigd van zijn schuld.                      |
| 1.4              | Ashley Pharoah                  | John McKay     | 30 januari 2006  | Sam wordt geconfronteerd met corruptie binnen het politiekorps.                                    |
| 1.5              | Tony Jordan                     | S.J. Clarkson  | 6 februari 2006  | Sam gaat undercover om de moord op een Manchester United-fan op te lossen.                         |
| 1.6              | Matthew Graham & Ashley Pharoah | John Alexander | 13 februari 2006 | Sam bemiddelt in een gijzeling en meent dat de afloop cruciaal is voor zijn leven in 2006.         |
| 1.7              | Chris Chibnall                  | S.J. Clarkson  | 20 februari 2006 | Een man sterft in een politiecel. Sam stelt een onderzoek in naar zijn collega's.                  |
| 1.8              | Matthew Graham                  | John Alexander | 27 februari 2006 | Sam ontmoet zijn ouders en probeert de geschiedenis te veranderen.                                 |
| Seizoen 2 (2007) |                                 |                |                  | |
| 2.1              | Matthew Graham                  | S.J. Clarkson  | 13 februari 2007 | Sam probeert een man te arresteren voordat hij de misdaden pleegt die Sam zich herinnert.          |
| 2.2              | Chris Chibnall                  | S.J. Clarkson  | 20 februari 2007 | Een veroordeeld bankovervaller ontsnapt. Sam onderzoekt of de man beramer of slachtoffer is.       |
| 2.3              | Julie Rutterford                | Richard Clark  | 6 maart 2007     | Een waarschuwing voor een IRA-autobom past niet in wat Sam over de IRA weet.                       |
| 2.4              | Ashley Pharoah                  | Richard Clark  | 13 maart 2007    | Sam en Annie gaan undercover om de moord op een jonge vrouw op te lossen.                          |
| 2.5              | Matthew Graham                  | Andrew Gunn    | 20 maart 2007    | Een moeder en dochter worden gegijzeld in ruil voor de vrijlating van een veroordeelde moordenaar. |
| 2.6              | Guy Jenkin                      | Andrew Gunn    | 27 maart 2007    | Een getuige van een druggerelateerde schietpartij komt Sam merkwaardig bekend voor.                |
| 2.7              | Mark Greig                      | S.J. Clarkson  | 3 april 2007     | Gene Hunt wordt verdacht van moord.                                                                |
| 2.8              | Matthew Graham                  | S.J. Clarkson  | 10 april 2007    | Sam ontwaakt uit zijn coma, maar voelt zich niet thuis in 2006.                                    |

Hoewel niet precies duidelijk is hoe het slot van de laatste aflevering moet worden geïnterpreteerd en als een open einde kan worden gezien, heeft bedenker Matthew Graham aangegeven dat het verhaal van Sam Tyler na twee seizoenen als voltooid moet worden beschouwd.

## Thema's en motieven
Een belangrijk thema van de serie is het conflict dat Sam ervaart tussen het politiek correcte en op wetenschappelijke methoden gebaseerde opsporingsonderzoek waaraan hij in 2006 gewend is en de traditionele methoden van 1973, waarbij de rechten van verdachten niet gewaarborgd zijn en de politie minder verantwoording hoeft af te leggen over de wijze waarop zij bewijs verzamelt. Seksisme, racisme, hardhandig politieoptreden, vervalsing van bewijs en (milde vormen van) corruptie zijn in Gene Hunts team aan de orde van de dag, wat veelvuldig tot confrontaties leidt tussen Sam en zijn collega's.
De serie maakt gebruik van de voorkennis die Sam en/of het publiek heeft over de toekomst, maar die bij de overige personages vanzelfsprekend ontbreekt. Dit wordt ingezet bij wijze van grap (Gene Hunt: There will never be a woman prime minister as long as I have a hole in my arse. (Margaret Thatcher werd premier in 1979)) en als onderdeel van het politieonderzoek: Sam heeft tijdens zijn opleiding uitvoerig de werkwijze van de IRA bestudeerd en weet daardoor echte en valse IRA-bommeldingen van elkaar te onderscheiden.
Life on Mars hergebruikt het centrale motief van The Wizard of Oz: een ingrijpende gebeurtenis resulteert in het verplaatsen van de hoofdpersoon naar een alternatieve realiteit. In de serie wordt veel verwezen naar het verhaal:
- Op Sams vraag aan Gene Hunt of hij hem kan helpen thuis te komen, antwoordt Gene: 'The Wizard'll sort it out. It's because of the wonderful things he does.' (vert. De Wizard zal wel het oplossen, gezien de fantastische dingen die hij kan doen.)
- Gene spreekt Sam regelmatig aan als 'Dorothy', waarmee hij zowel refereert aan de frase 'Friend of Dorothy' (een Engelse benaming voor homoseksuelen) als aan Sams overtuiging dat hij afkomstig is uit een andere realiteit.
- Het personage Frank Morgan is zowel Genes vijand in 1973 als Sams arts in 2006. In The Wizard of Oz wordt op dezelfde manier gebruikgemaakt van dubbelrollen. In de verfilming van 1939 werd Prof. Marvel in Kansas en de Wizard gespeeld door Frank Morgan.
- In de laatste aflevering van de serie wordt het lied Over the Rainbow gebruikt dat geschreven werd voor Judy Garland voor de The Wizard of Oz-verfilming van 1939.

Een ander motief dat Life on Mars gebruikt is het gegeven van een alter ego en verwijst daarbij expliciet naar Robert Louis Stevensons roman The Strange Case of Dr Jekyll and Mr Hyde. Voordat Sam zich aansloot bij het team van Gene Hunt was hij werkzaam in Hyde, een plaats in de omgeving van Manchester.

## Muziek
De soundtrack van de serie bevat veel nummers uit het begin van de jaren zeventig, aangevuld met originele muziek gecomponeerd door Edmund Butt. Met name David Bowies muziek is prominent aanwezig. Niet alleen is de titel van de serie aan zijn nummer Life on Mars? ontleend, het nummer draait bovendien op Sams iPod op het moment dat hij aangereden wordt in 2006 en klinkt uit het cassettedeck van zijn autoradio als hij wakker wordt in 1973. Het nummer Space Oddity (1969) werd door de BBC gebruikt bij de vooraankondigingen en Changes (1971) is te horen tijdens de aftiteling van de slotaflevering. Gene Hunt noemt zichzelf tot slot regelmatig 'the Gene Genie', waarmee aan het Bowie-nummer The Jean Genie (1973) wordt gerefereerd.

## Prijzen
- 2006 - International Emmy Award in de categorie Drama Series
- 2006 - Banff Rockie Award in de categorie Best Continuing Series
- 2007 - BAFTA Audience Award
- 2007 - Broadcasting Press Guild Award in de categorie Best Drama Series
- 2007 - Edgar in de categorie Best Television Episode Teleplay (aflevering 1, Matthew Graham)
- 2008 - International Emmy Award in de categorie Drama Series
- 2008 - Broadcasting Press Guild Award in de categorie Best Actor (Philip Glenister)
- 2008 - Television and Radio Industries Club Award in de categorie TV Crime Programme

## Spin-off en remake
In februari 2008 ging de spin-offserie Ashes to Ashes van start, die hetzelfde uitgangspunt heeft, maar zich afspeelt in 1981.
Van oktober 2008 tot april 2009 zond ABC een Amerikaanse remake uit met Jason O'Mara als Sam Tyler en Harvey Keitel in de rol van Gene Hunt.